# Новочерновая
Новочерновая — упразднённая деревня в Барабинском районе Новосибирской области. На момент упразднения входил в состав Козловского сельсовета. В 1963 году деревня включена в состав города Барабинска и исключена из учётных данных.

## География
В настоящее время территория посёлка соответствует южной части города Барабинска.

## История
Село Ново-Черново было основано в 1700 году. В 1926 году состояло из 56 хозяйств. В административном отношении являлось центром Ново-Черновского сельсовета Барабинского района Барабинского округа Сибирского края.
Решением Новосибирского облисполкома от 02.08.1963 г. № 474 деревня Новочерновая Козловского сельсовета включена в состав города Барабинска.

## Население
По переписи 1926 г. в селе проживало 273 человека (134 мужчины и 139 женщины), основное население — русские